# 日本カードネットワーク
株式会社日本カードネットワーク（にほんカードネットワーク、JAPAN CARD NETWORK Co., Ltd.）は、ジェーシービー（JCB）子会社のクレジットカード取引処理を行う会社。クレジット決済ネットワークのCARDNETを運営している。

## 沿革
- 1995年 - 日本クレジットカード協会／情報処理センター登録
- 1999年 - 日本デビットカード推進協議会／賛助会員登録
- 2003年 - 日本マルチペイメントネットワーク推進協議会／賛助会員登録
- 2004年 - ISMS認証Ver.2.0、BS7799-2002　取得
- 2005年 - AIS認定取得
- 2006年 - ISO27001/JISQ27001へ更改
- 2007年 - 「CARDNETオンラインセンター」PCI DSS認定を取得
- 2009年 - 「JTRANS伝送センター」PCI DSS認定を取得
- 2010年 - 「第二公共決済センター」PCI DSS認定を取得
- 2011年 - 「3D Secureシステム」PCI DSS認定を取得
- 2012年 - 「第一公共決済センター」PCI DSS認定を取得
- 2015年 - 「Jmanager」PCI DSS認定を取得
- 2016年 - 日本クレジット協会／賛助会員登録
- 2018年 - 「J-Mups」センター事業継承
- 2021年 - TISと合弁会社「tance 株式会社」を設立